# Shapirův řez
Shapirův řez je název pro způsob pozměňování a padělání bankovek.
Systém spočívá v rozřezání několika kusů bankovek a jejich opětovném slepení, při kterém padělatel vždy vynechá proužek bankovky. Takto vznikne nová bankovka sestavená ze zbylých proužků. Nově „vzniklá“ bankovka však není platná, protože je sestavená z rozdílných bankovek. Pochybná platnost je i u bankovek, ve kterých chybí prostřední část. Většinou jsou obě části bankovky posuzovány zvlášť. A případná náhrada odpovídá velikosti útržku bankovky.